# Донецкое (Оренбургская область)
Доне́цкое — село в Переволоцком районе Оренбургской области. Административный центр и единственный населённый пункт Донецкого сельсовета.

## География
Село находится на берегу реки Самара, на расстоянии примерно 12 км (по прямой) к востоку от посёлка Переволоцкий, административного центра района.

### Часовой пояс
Село Донецкое, как и вся Оренбургская область, находится в часовой зоне МСК+2. Смещение применяемого времени относительно UTC составляет +5:00.

## История
Основано в 1832 году русскими и мордовскими переселенцами. С 1866 года — казацкая станица. Названо по искаженной фамилии владельца соседнего хутора Ганецкого в 1900 году.

## Население
| 2010 | 2012 | 2013 | 2014 | 2015 | 2016 | 2017 |
| ---- | ---- | ---- | ---- | ---- | ---- | ---- |
| 984  | ↘976 | ↗978 | ↘975 | ↘965 | ↘950 | ↗977 |
| 2018 | 2019 | 2020 | 2021 |      |      |      |
| ↘956 | ↘946 | ↘925 | ↘920 |      |      |      |

### Национальный состав
Согласно результатам переписи 2002 года, в национальной структуре населения русские составляли 76 % из 949 чел.

## Улицы
| - ул. Блюхера, - пер. Больничный, - ул. Заводская, - ул. Лесная, | - ул. Молодёжная, - ул. Набережная, - ул. Первомайская, - ул. Почтовая, | - ул. Пролетарская, - ул. Пушкина, - ул. Рабочая, - пер. Светлый, | - пер. Северный, - ул. Советская, - пер. Тупой, - ул. Энергостроителей. |